# خط فيكتوريا
خط فيكتوريا هي جزء من مترو أنفاق لندن، وهو أعمق مستوى لخط لمترو الأنفاق الذي يمتد من الجنوب إلى الشمال الشرقي من لندن.
ويظهر في الخريطة في اللون الأزرق الخفيف.
وهو أكثر خط إزدحاما في مترو أنفاق لندن.
وهو الخط الوحيد الذي يربط إلى خط محطة واترلو وهو تماما تحت الأرض.
والخط الوحيد في السطح يوصل إلى مستودع الأخوات السبع في نورثمبرلاند بارك.

## نبذة
خط فيكتوريا هو جزء من شبكة مترو أنفاق لندن. ومن خط المترو تحت الأرض على مستوى عميق تنطلق من بريكستون في جنوب لندن إلى وسط التامستو في الشمال الشرقي. وقد بدأ تشغيل في عام 1968. على الخريطة أنبوب فإنه يظهر بلون أزرق فاتح. وهي تعتبر رابع أكثر المطارات ازدحاما خط على شبكة مترو أنفاق لندن.  وهو الخط الوحيد على تحت الأرض، وغيرها من يومين وقف واترلو وسيتي الخط، الذي هو تحت الأرض تماما. القسم الوحيد من الطريق الصحيح لتأتي فوق سطح الأرض هو الطريق إلى المستودع من الأخوات السبع لنورثمبرلاند بارك.
خط لديها محطات المدعومة سنام التي تسمح القطارات لتخزين الطاقة الكامنة الجاذبية وصولهم وثم استخدام هذه الطاقة لأنها تترك المحطات. المحطات هي على رأس التلال الصغيرة، أو الحدب. كما القطار يسافر أعلى التل إلى محطة وزنه يساعد على إبطاء. كما يغادر القطار المحطة يسافر أسفل التل، مع الجاذبية تساعد القطار لتسريع. وهذا يوفر٪5 من الطاقة ويجعل القطارات تسير 9٪ أسرع. كل منصة جديدة بنيت للخط فيكتوريا هي 132.6 مترا.183 مليون من الناس استخدام خط فيكتوريا كل عام.

### التاريخ
Victoria line#History اقترح مفهوم أنبوب السكك الحديدية الجديد يمتد من فيكتوريا إلى التامستو أولا عن طريق تحديد طرف العامل من قبل لجنة النقل البريطانية في عام 1948.وكان الغرض الرئيسي من خط لتخفيف الازدحام في المنطقة الوسطى. وقدم مشروع القانون الخاص اللازمة لبنائه في البرلمان في عام 1955. ووصف بيل خط من فيكتوريا إلى التامستو (شارع الخشب). وكان هناك أيضا اقتراح لتمديد من فيكتوريا إلى محطة فولهام برودواي على خط منطقة، ولكن هذا لم تكن مدرجة في مشروع القانون.
بدأت أعمال البناء في القسم التامستو فيكتوريا في عام 1962. واستمرت حتى عام 1972، عندما افتتح محطة بيمليكو. وكان النفق اختبار من توتنهام إلى مانور هاوس تحت سبع أخوات الطريق تم بناؤها في عام 1959 وهذا كان متكاملة لاحقا إلى الأنفاق قيد التشغيل. زار أمير ويلز ودوق ادنبره الخط أثناء بنائه. في يوليو عام 1968، قاموا بزيارة الأنفاق التي يجري بناؤها في إطار فوكسهول بارك.
قلعة باربرا، أعطى وزير النقل الموافقة في 4 آب 1967 بناء تمديد بريكستون. بدأ العمل التحضيري في موقع على حدائق Bessborough بالقرب من جسر فوكسهول الطريق مايو 1967. وبتاريخ 28 حزيران عام 1968، ثم وافقت ريتشارد مارش وزير النقل على اقتراح لبناء المحطة في بيمليكو.
اسم «خط فيكتوريا» يعود إلى عام 1955. وكانت الاقتراحات الأخرى «Walvic الخط» (التامستو محطة فيكتوريا المحطة المركزية)، و«الخط فايكنغ» (محطة فيكتوريا محطة كينغز كروس). وخلال مراحل التخطيط، فإنه كان يعرف الطريق C. وفي وقت لاحق، كان اسمه خط فيكتوريا بعد محطة فيكتوريا ديفيد ماكينا. أعير هذا الاقتراح من قبل السير جون إليوت.
تم تصميم خط فيكتوريا للتخلص من تراكم المنبثقة من حركة المرور على خطوط أخرى، مثل خط بيكاديللي. وقد صمم هذا البرنامج أيضا أن يكون العديد من التقاطعات ممكن، وجميع المحطات باستثناء بيمليكو لديهم التبادل مع سطر واحد آخر على الأقل مترو أنفاق لندن أو السكك الحديدية الوطنية. تم الغرض منه لبناء خط الماضي التامستو الوسطى من الشارع الخشب (التامستو)، حيث سيأتي فوق سطح الأرض لإنهاء بجوار محطة السكك الحديدية البريطانية. ومع ذلك، شهدت قرارا أواخر عام 1961 خط تقليص لمحطة التامستو الوسطى. حتى عام 1968 كانت هذه المحطة دعا التامستو (مجرفة شارع).
تم بناء كل محطة خط فيكتوريا بصرف النظر عن بيمليكو كمحطة تبادل وكانت العديد من المحطات القائمة إعادة ترتيب للسماح لتبادل عبر منصة معها. في بعض الحالات وقد تحقق ذلك من خلال وضع منصات خط فيكتوريا على جانبي المحطة القائمة. وفي حالات أخرى يستخدم خط فيكتوريا واحدة من المنصات القديمة وتم تحويل الخط الحالي إلى منصة جديدة.
في يوستون، شمالا فيكتوريا والخط الشمالي (فرع بنك) تعمل القطارات على طول منصات بجانب بعضها البعض، على الرغم من أنها مسافرا في اتجاهين متعاكسين. «الاتجاه نفسه» تتوفر تقاطعات عبر منصة في ستوكويل (مع الخط الشمالي)، أوكسفورد سيركس (مع خط باكيرلو)، هايبري وأيسلينجتون (مع الأولى كابيتال الاتصال، في الأصل الخط مدينة الشمالية) وعلى فينسبري بارك (مع خط بيكاديللي).
ومزينة بالبلاط جميع محطات الخط فيكتوريا أصلا في اللون الأزرق الفاتح. وقد تم تزيين كل محطة بزخارف مزينة بالبلاط على جلوس استراحة لتمييزها عن بعضها البعض. خلال بناء خط اليوبيل في أواخر 1970s، تم استبدال الزخارف الأصلية على محطة غرين بارك زخارف مطابقة تصميم جديد لمنصات خط اليوبيل.
تم تركيب منصة الحدب على جميع محطات فيكتوريا الخط، باستثناء بيمليكو، خلال أواخر عام 2010 وعام 2011. وكان هذا عمله لتوفير خالية من خطوة الوصول إلى القطارات.  سيارة السكك الحديدية الوصول (نظام السكك الحديدية غير قابلة للتشغيل المتبادل) لعام 2010 والإعاقة خلق قانون التمييز عام 1995 على ضرورة الحدب ليتم تثبيتها. والحدب هي نوع المنحدر، مماثلة لتلك التي يتم تركيبها على بعض محطات رئيسي. هم من تشييد البناء.

### الافتتاح
Victoria line#Opening كان القسم الأول فتحت بين التامستو الوسطى وهايبري وأيسلينجتون. لم يكن هناك حفل افتتاح لهذا الغرض. بدأ الجدول الزمني العادي في 1 أيلول 1968. وغادر أول قطار التامستو المركزي للهايبري وأيسلينجتون في حوالي 06:30. في وقت لاحق من ذلك العام، افتتح القسم بين هايبري وأيسلينجتون وارن ستريت. مرة أخرى لم يكن هناك حفل.
وجرى حفل الافتتاح الرسمي للخط مكان في محطة فيكتوريا في 7 آذار 1969. الملكة إليزابيث الثانية كشف النقاب عن لوحة تذكارية على التقاء المحطة. بعد حفل قصير، وقالت انها اشترت 5D (بنس القديم) تذكرة وسافر إلى غرين بارك. في بنسا الجديد هذا سيكون حول 2.08p.
افتتح الأميرة الكسندرا تمديد بريكستون في 23 تموز 1971. وقالت انها قدمت رحلة من بريكستون إلى فوكسهول.

### الخدمة والمعدات الدارجة
[[خط فيكتوريا#Service and rolling stock]|تشغيل القطارات كل دقيقتين خلال فترات الذروة (في حين ان أكثر المطارات ازدحاما). في الخدمة العادية، جميع القطارات من بريكستون لسبعة أخوات. معلومات عن ثلاثة من أصل خمسة مواصلة التامستو الوسطى. ]
عندما فتحت الخط الأول أنه كان يعمل من قبل أسطول من 8 سيارات 1967 القطارات الأسهم الأنبوب. ويتكون كل منها من وحدتين أربع سيارات. في وقت لاحق، تم تكييفها عدد من السيارات لعام 1972 الأقسام I الأسهم أنبوب للعمل مع الأوراق المالية لعام 1967. وهذا يعني أن هناك أخيرا 43 قطارات، كل منها تتكون من وحدتين أربع سيارات. تم استبدال الأوراق المالية 1967 أنبوب بحلول عام 2009 الأسهم أنبوب بين عامي 2009 و2011 (انظر أدناه).
في البداية، كان يعتبر نوع بوضوح والمعدات الدارجة. لم يستخدم هذه الفكرة لأنه كان من الصعب على لتحريك الأسهم لأكتون تشغيل اصلاحات الثقيلة.وهذا لم يعد مشكلة منذ اصلاحات القطار تم نقل بعيدا عن أكتون يعمل على المصنفات بناة الخاصة. 2009 الأسهم الجديدة أنبوب لديه ملف أوسع وأطول قليلا النقل. هذا يمنعها من التشغيل على غيرها من خطوط الأنابيب على مستوى عميق.
خط يحتوي على نظام أوتوماتيكي تدريب عملية (ATO). المشغل القطار (سائق) يغلق أبواب القطار ويضغط زوج من أزرار «بداية». إذا كان الطريق أمامنا واضحة، وATO يقود القطار بسرعة آمنة إلى المحطة التالية وتوقف هناك. وكان هذا النظام في مكان ومنذ افتتاح الخط في عام 1968. وهذا يجعل فيكتوريا السطر الأول السكك الحديدية التلقائي واسعة النطاق في العالم. 

### المستقبل

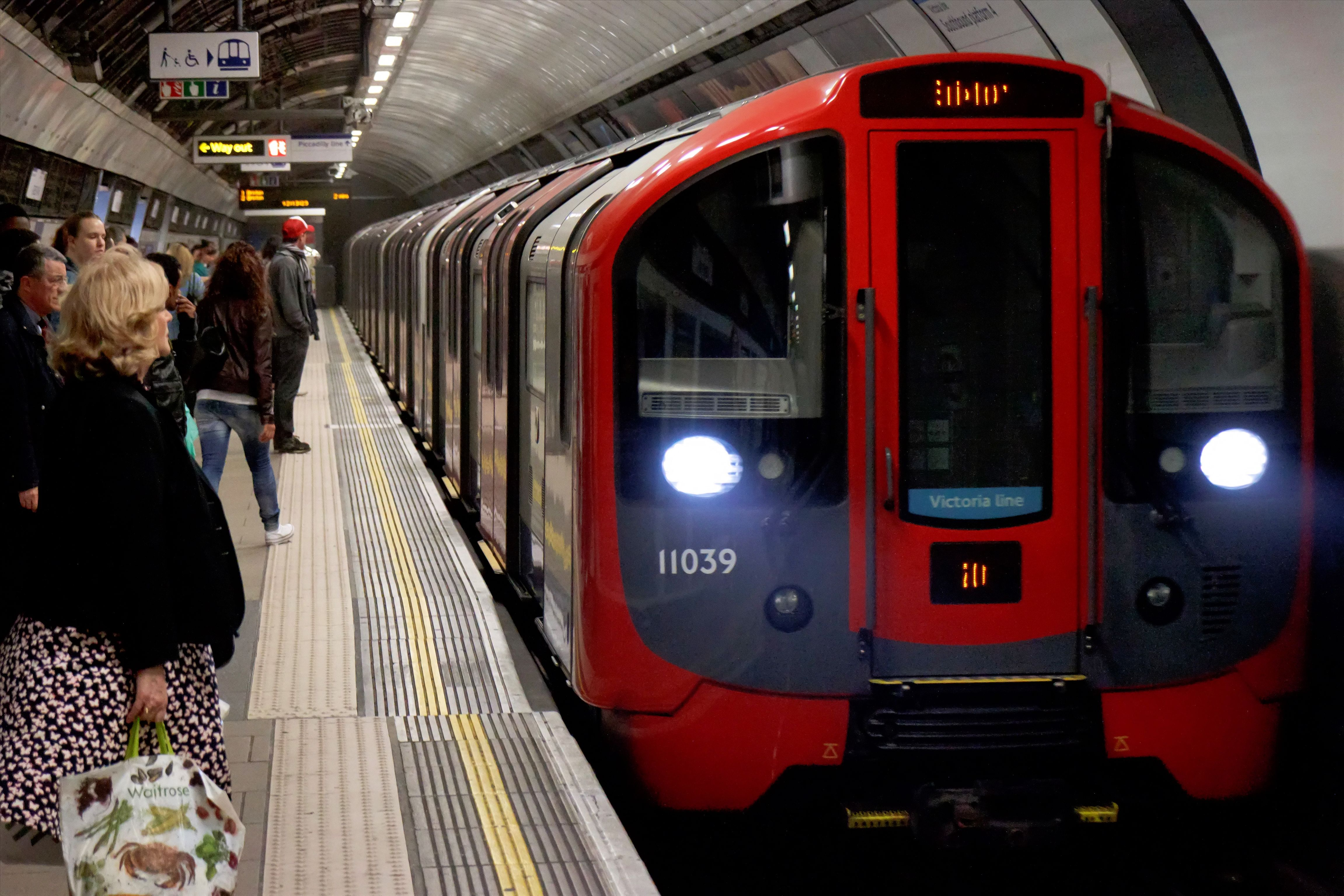

عندما تم بناء خط فيكتوريا، كانت هناك قيود شديدة الميزانية. ونتيجة لذلك كانت معايير البنية التحتية محطة أقل من على خطوط القديمة وعلى مشاريع تمديد لاحقة. ومن الأمثلة على هذه المعايير الدنيا تشمل أضيق من منصات المعتادة والسقوف غير مزخرف في وسط التامستو، Blackhorse الطرق وتوتنهام هيل. وهذا يؤثر أيضا على مستويات الإضاءة. في معظم محطات بين أعلى وأسفل السلالم هناك الدرج ملموسة حيث يمكن تركيب المصعد إضافي، ولكن لم يتم تركيبها. ويمكن أن يسبب ازدحام شديد في أوقات الذروة. وقد تم تدارك ذلك في بريكستون في عام 2004 وعلى فوكسهول في عام 2006 حيث تم تثبيت المصعد إضافي بدلا من درج ثابت.
وبالإضافة إلى ذلك، كانت هناك إغلاق المحطة لأسباب تتعلق بالسلامة، عندما كانت كلا السلالم الكهربائية غير صالحة للاستخدام. على مدى سنوات عديدة، وقد تم تركيب المعدات الثقيلة في أقسام المسيجة في نهايات منصات نظرا لعدم وجود أي مكان آخر لتثبيتها. وليس من الواضح من النقل لبرنامج الخمسية الاستثمار في لندن ما إذا كانت هذه القصور من المرجح أن يتم علاجها.
تم استبدال الأوراق المالية 1967 شيئا فشيئا من يوليو عام 2009 كجزء من النقل عن مشروع لندن لمدة 5 سنوات 10000000000 £ إعادة تطوير بديلا عن 1967 سهم أنبوب الخط هو السهم 2009 أنبوب بناها بومباردييه النقل. تم بناء أول قطار في عام 2006. اختبار القطارات الجديدة بدأت في عام 2008. وبدأ الأسطول الرئيسي ليتم عرضه في عام 2009 وذهب إلى الخدمات الرئيسية في عام 2010. وكان آخر من القطارات الأسهم 1967 ركض يوم 30 يونيو عام 2011، وبعد ذلك تم توفير خدمة كاملة من الأوراق المالية عام 2009.
لقد ناضلت أنصار توتنهام هوتسبير (والنادي نفسه) لمحطة السطح المراد فتح بجوار محطة نورثمبرلاند بارك، بجوار مستودع خط و. وهذا من شأنه توفير تحسنا في وسائل النقل التي تعتبر ضرورية إذا كان يرغب النادي لإعادة تطوير الأرض وزيادة القدرة الحشد هو أن تصبح حقيقة واقعة. وقد بدا الفكرة إلى ولكن شبكة السكك الحديدية تملك الأراضي اللازمة ويحتاج ذلك لخطط التوسع الخاصة بها.
إذا بني خط تشيلسي-هاكني بعد ذلك سوف يخفف الكثير من الازدحام على خط فيكتوريا. وسوف توفر طريقا بديلا عبر وسط لندن بين فيكتوريا وشارع الملك كروس بانكراس.
لسنوات عديدة كانت هناك مقترحات لتوسيع جنوبا من محطة بريكستون واحدة لهيرن هيل. وهذا من شأنه أن يكون محطة على عكس حلقة كبيرة مع منصة واحدة. وهذا من شأنه إزالة تقييد قدرة حاسم من خلال القضاء على الحاجة للقطارات لعكس في بريكستون. ومع ذلك، وهذا سيكون مكلفا، ولا يمكن حاليا تبريره على أسباب التكلفة والعائد. وبالنظر إلى أن الخط الحالي هو مكتظة بشكل كبير، وهذا هو اقتراح تمديد الوحيد الذي لديه أي إمكانية واقعية من القائمة من أي وقت مضى. على الرغم من ذلك فإنه يجب أن ينظر إليها أن تكون فعالة في الحد من الازدحام (من خلال تمكين القطارات لتشغيل أكثر في كثير من الأحيان) بدلا من إضافة إلى الاكتظاظ في الحصول على أي أمل يجري بناؤها.